# Srđan Lopičić
Srđan Lopičić (Kirin Serbia: Срђан Лопичић, sinh ngày 20 tháng 11 năm 1983) là một cầu thủ bóng đá người Montenegro thi đấu ở vị trí tiền vệ tấn công cho Borneo ở Liga 1.

## Sự nghiệp
Ngày 20 tháng 12 năm 2014, anh ký hợp đồng với Pusamania Borneo.

## Danh hiệu
Petrovac
Vô địch
- Cúp bóng đá Montenegro: 2008–09